# William Frederick Yeames

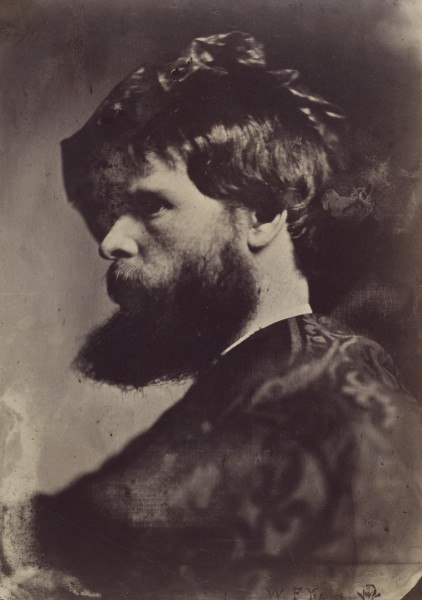
Yeames, 1863, door David Wilkie Wynfield

William Frederick Yeames (Taganrog, Rusland, 18 december 1835 – Teignmouth, Devon, 3 mei 1918) was een Brits kunstschilder.

## Leven
Yeames werd geboren als zoon van de Britse consul in Rusland. Na de dood van zijn vader in 1842 ging hij naar school in Dresden en vanaf die tijd begon hij ook met schilderen. In 1848 ging hij met zijn familie terug naar Londen, waar hij in de leer ging bij George Scharf. Van 1852 tot 1859 maakte hij een lange studiereis naar Florence en Rome, waar hij onder meer kennismaakte met de fresco-techniek. Terug in Londen begon hij een eigen studio en startte samen met Philip Hermogenes Calderon, Frederick Goodall en George Adolphus Storey het kunstenaarsgenootschap St John's Wood Clique, een beetje naar voorbeeld en in elk geval sterk onder invloed van de prerafaëlieten. De groep schilderde hoofdzakelijk historische taferelen, met een sterk narratieve component, meestal met een meervoudige, paradoxale interpretatiemogelijkheid, ook wel “probleemschilderen” genaamd.

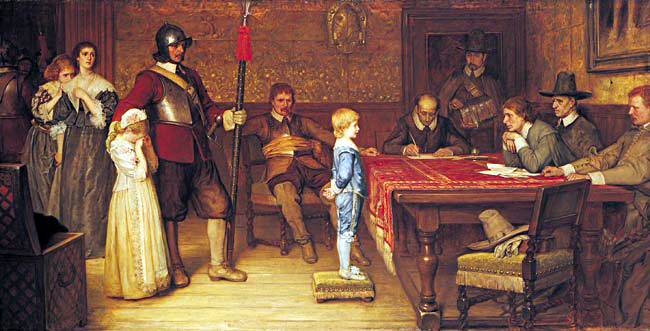
And When Did You Last See Your Father?

## Werk
Yeames exposeerde meerdere keren bij de Royal Academy of Arts en werd er in 1866 “associate”. Hij specialiseerde zich in historische schilderwerken over de Tudor- en Stuart-periode en hechtte groot belang aan historische accuraatheid. Zijn bekendste schilderij is And When Did You Last See Your Father?, over de zoon van een cavalier tijdens de Engelse Burgeroorlog, die ondervraagd wordt door een aantal Roundhead-parlementariërs. Als de jongen de waarheid vertelt brengt hij zijn vader in gevaar, als hij liegt gaat hij tegen het ideaal van eerlijkheid in. Familieleden op de achtergrond zijn wanhopig, maar onduidelijk is wat ze denken. In de weergave van de jongen wordt diens onschuld geaccentueerd, onder meer in het blonde haar en de lichtblauwe kleding, maar ook de ondervragers zien er vriendelijk en oprecht uit. De toeschouwer mag de afloop verder invullen.
And When Did You Last See Your Father? is te bezichtigen in de Walker Art Gallery te Liverpool. Madame Tussauds in Londen heeft een tableau-vivant van het tafereel.
Werk van Yeames bevindt zich ook in de Tate Gallery te Londen. Hij overleed in 1918 te Teignmouth, op 82-jarige leeftijd.

## Galerij

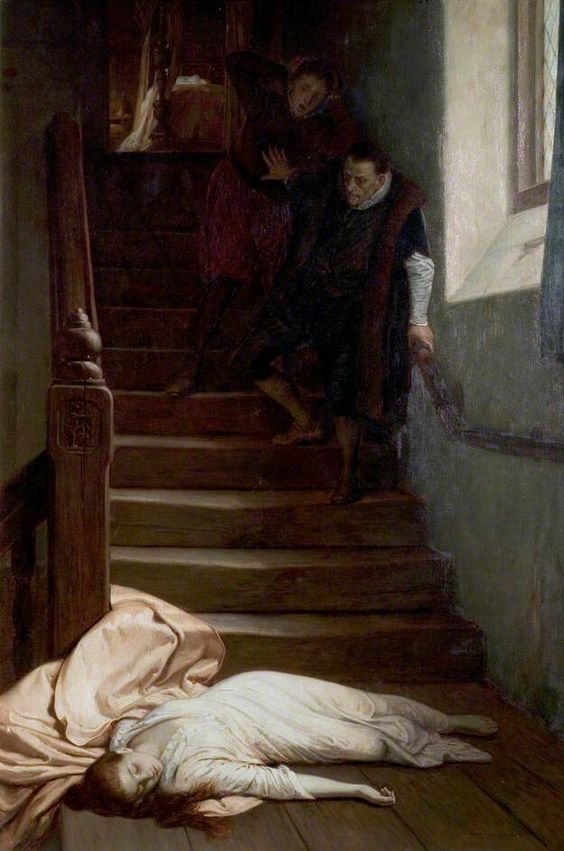
De dood van Amy Robsart, door val van de trap
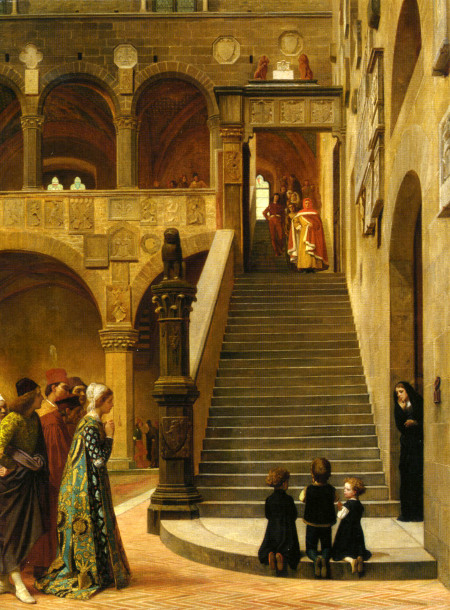
An Appeal to the Podesta
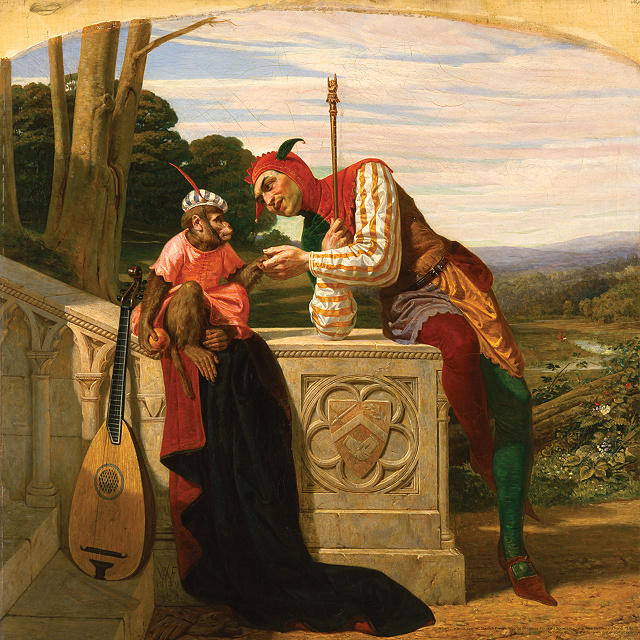
Staunch Friends
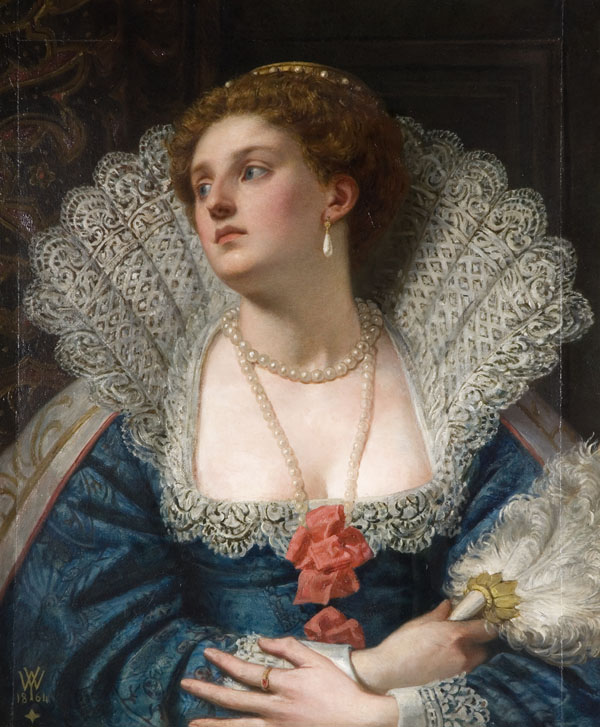
Amy Robsart
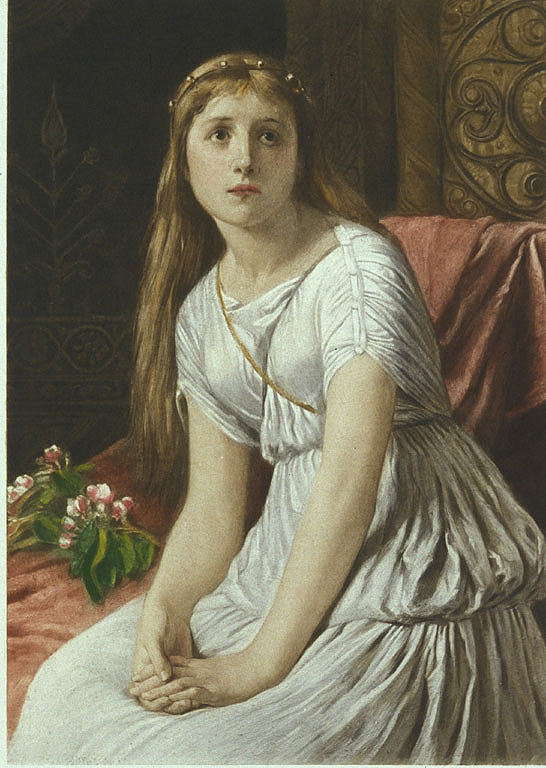
Cordelia (personage uit King Lear)
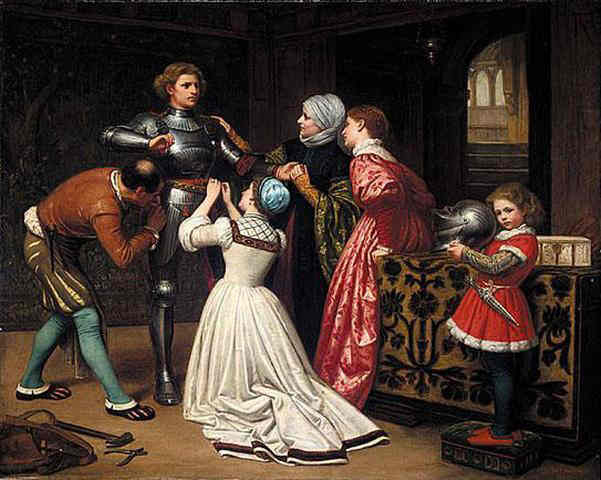
The arming of the young knight, God speed thee, then, my own brave boy
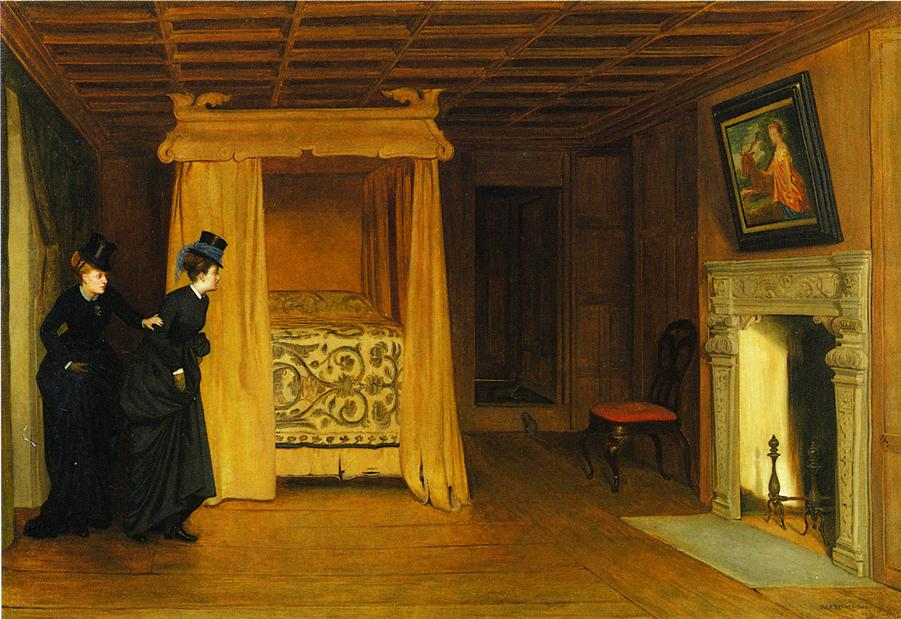
A Visit to the Haunted Chamber (spookkamer in buitenverblijf Henry VIII)
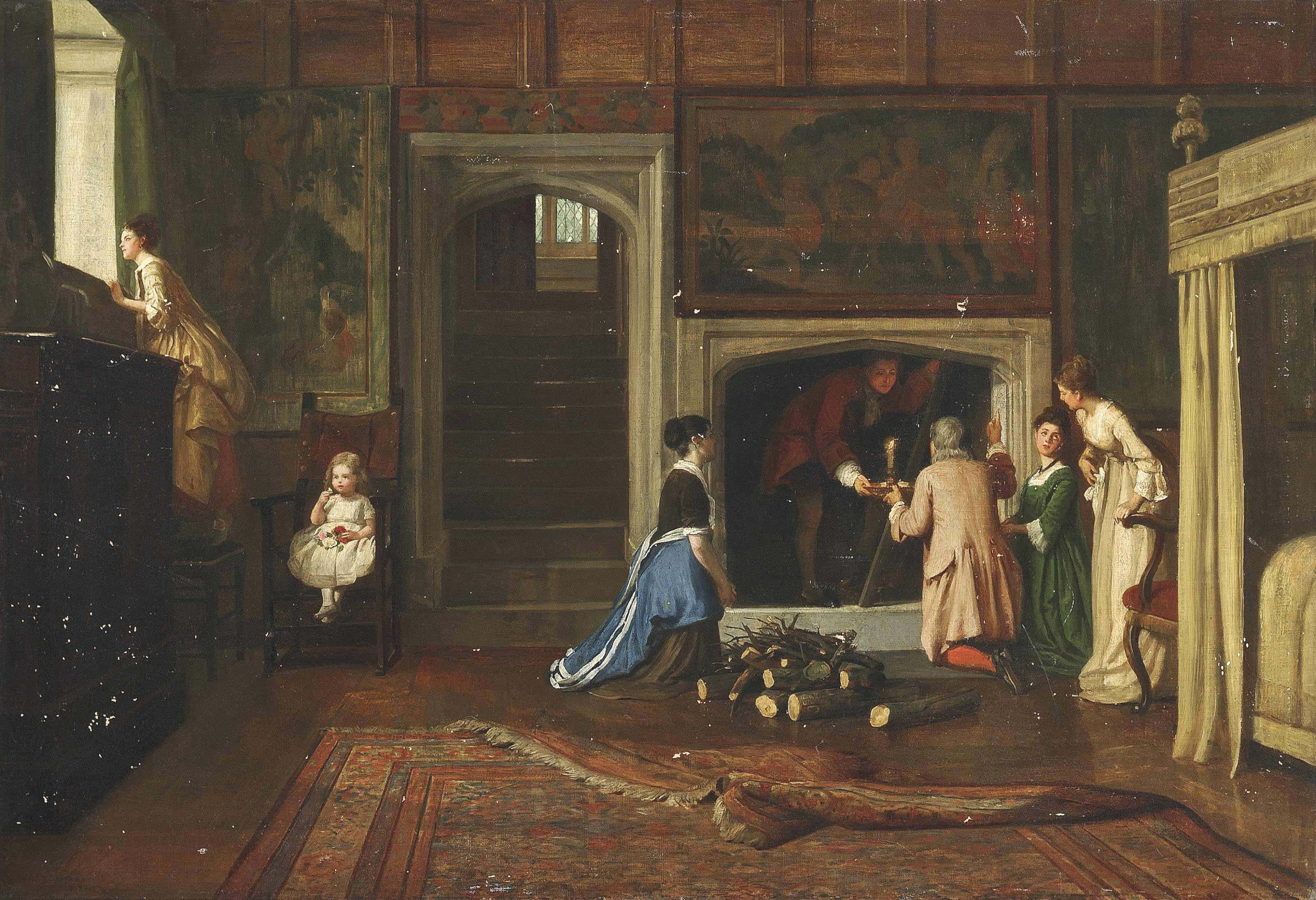
The Fugitive Jacobite: paniek in een Jacobijns huishouden als de regeringstroepen naderen, de priester wordt verstopt
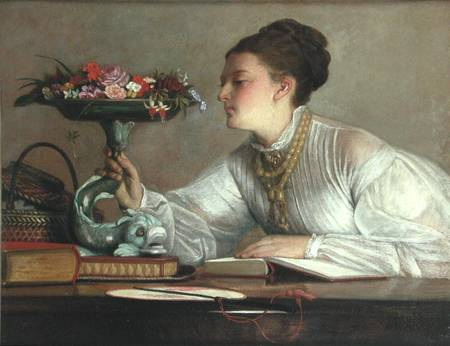
Flowers of the Day (later werk)
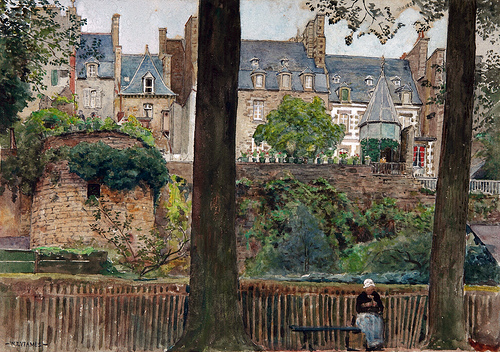
On the Boulevard, Dinan, Brittany (later werk)